# Euromixer TeleLupa
Euromixer TeleLupa è stata una rete televisiva a diffusione pluriregionale, di proprietà delle società Firem s.r.l./Euro Mixer TV s.r.l.e Telegestioni W.W.C.. 

## Storia
Negli anni novanta furono attive alcune emittenti denominate TeleLupa: una TeleLupa veneta, una TeleLupa romana nata dalle ceneri della vecchia Tv6, una TeleLupa toscana nata nel 1994 rilevando dodici ripetitori della vecchia Tgr TeleGrosseto a sua volta rilevata da Piero Barbagli. Le tre TeleLupa per un certo periodo furono collegate ed entrarono anche a far parte della syndication Grande Italia Tv che ebbe vita breve. Nel 1996 la TeleLupa veneta venne rilevata da Antenna Tre Nordest.
Agli inizi del 1999 la lombarda Telegestioni World Wide Communication s.r.l. di Giuseppe Ruffoni, azienda specializzata nel settore delle televendite, che fu anche editrice di TvSet Veneto acquisita nel 2000 e di TV7 Lombardia, acquistò diventando anche concessionaria di pubblicità, le frequenze di TeleLupa Roma, TeleLupa Toscana e della ligure Euromixer Tv, quest'ultima per merito di Salvatore Cingari proprietario anche della ligure Telegenova, creando Euromixer TeleLupa.
La mini-società Euro Mixer TV s.r.l. che gestiva il canale è stata controllata dalla Firem s.r.l., che deteneva il 98% del capitale sociale, società facente parte a Giacomo Commendatore titolare dell'azienda di materassi Eminflex.
Euromixer TeleLupa ebbe una programmazione completamente dedicata alle televendite e ai programmi di cartomanzia e lottologia con numerazioni 166 e 899. Nel 2001, Euromixer TeleLupa ha realizzato un fatturato di circa 1,5 milioni di Euro.
Nel 2004 le numerose frequenze furono vendute a LA7 per il digitale terrestre e il canale cessò le trasmissioni.

### Copertura
Ebbe un bacino di utenza di 4 regioni italiane, Liguria, Toscana, Lazio e parte dell'Umbria.

## Curiosità
- Euromixer TeleLupa e TvSet Veneto ebbero per la maggior parte della giornata una programmazione identica, quindi andando in onda in simultaneità.
- Euromixer TeleLupa, Tv7 Lombardia e TvSet Veneto, irradiavano le trasmissioni da Cinisello Balsamo, Milano, direttamente dalla sede di Telegestioni W.W.C.